# Crowea angustifolia
Crowea angustifolia är en vinruteväxtart som beskrevs av Smith. Crowea angustifolia ingår i släktet Crowea och familjen vinruteväxter. Utöver nominatformen finns också underarten C. a. platyphylla.